# Soccorso dell'Ordine di San Giovanni Italia
La S.O.G.IT., abbreviazione di Soccorso dell'Ordine di San Giovanni Italia, è un'associazione di volontariato sanitario con organizzazione non a scopo di lucro operante nei campi del primo soccorso d'emergenza, del trasporto sanitario urgente e della protezione civile. È attiva dal 1977 ed è presente in diverse Regioni d'Italia. Tale associazione è composta da volontari coordinati da personale medico e/o infermieristico . I membri dell'associazione, costantemente presenti durante le attività ospedaliere e sociali, sono disponibili alla tutela di tutti, uomini e donne, giovani ed anziani senza distinzioni etniche e religiose. Sezione italiana della Johanniter, discendente diretto del Baliaggio di Brandeburgo, si richiama alla comunità luterana e alla tradizione dell'Ordine cavalleresco dei Gerosolimitani .

## I volontari S.O.G.IT.
I volontari S.O.G.IT. sono coloro che dopo aver adempito ai loro doveri professionali, familiari o civili, dedicano il proprio tempo in un servizio utile per la comunità. La loro attività come volontari è sottoposta a tutto un insieme di considerazioni:
- legali: la legge stabilisce in modo indiscutibile cosa debbano e possano fare.
- ideologiche: ossia proprie dell'associazione.
- etiche: che sono assolutamente personali e riguardano le riflessioni sul come e perché si vuole svolgere tale attività.

## Le attività dell'associazione S.O.G.IT.
Le attività svolte dall'associazione S.O.G.IT. comprendono primo soccorso di base ed avanzato (BLS - basic life support, BLSD - basic life support defribiletor  ,ed ALS - advanced life support) con attrezzature mediche e mezzi all'avanguardia messi a disposizione per il servizio sanitario nazionale 118 - Emergenza Sanitaria, primo soccorso pediatrico, trasporto d'urgenza di sangue ed organi, trasporto di infermi con ambulanza e altri trasporti con auto medica in Italia e all'estero, soccorso in acqua (mari, laghi e in laguna) con imbarcazioni, attività di protezione civile, attività di soccorso aereo con elicottero (questo solo in Piemonte nel territorio del VCO), corsi di primo soccorso per la popolazione e per gli alunni delle scuole dell'obbligo, assistenza sanitaria a manifestazioni sportive, manifestazioni culturali e competizioni come gare sportive, ciclistiche, podistiche, motocross, speedway, automobilistiche, concerti, raduni, meeting, manifestazioni popolari, fiere, sagre, trasferimenti di pazienti in case di riposo, cliniche ed infine si occupa di organizzare ed effettuare simulazioni di emergenza per l'addestramento di personale sanitario di soccorso.

## Le sezioni S.O.G.IT.
L'associazione è presente sul territorio nazionale con le seguenti sezioni:
- Lignano Sabbiadoro (UD) sezione e sede Nazionale
- Grado (GO)
- Trieste
- Rigolato (UD)
- Sacile (PN)
- Udine
- Fara Vicentino (VI)
- Barbarano Vicentino (VI)
- Pojana Maggiore (VI)
- Lonigo (VI)
- Brendola (VI)
- Este (PD)
- Orgiano (VI)
- Chiampo (VI)
- Cologna Veneta (VR)
- Spoleto
- Morolo (FR)
- Arona (NO)
- Cossato (BI)
- Settimo Torinese (TO)
- Spoleto (PG)
- Verbania (VB)
- Gaggiano (MI)
- Busto Arsizio (VA)
- Bono (SS)
- Anela (SS)
- Illorai (SS)
- Mores (SS)
- Thiesi (SS)
- Sassari (SS)
- Olmedo (SS)
- Luras (SS)